# Budy-Grudzie
Budy-Grudzie (prononciation : [ˈbudɨ ˈɡrud͡ʑe]) est un village polonais de la gmina d'Ostrów Mazowiecka dans le powiat d'Ostrów Mazowiecka de la voïvodie de Mazovie dans le centre-est de la Pologne.
Le village compte approximativement une population de 130 habitants en 2006.

## Histoire
De 1975 à 1998, le village appartenait administrativement à la Powiat d'Ostrów dans la voïvodie d'Ostrołęka.